# Cybernoid: The Fighting Machine
Cybernoid: The Fighting Machine is een computerspel dat werd ontwikkeld en uitgegeven door Hewson Consultants. Het spel was geprogrammeerd door Raffaele Cecco. Het spel kwam in 1988 uit voor ZX Spectrum en werd datzelfde jaar gepoort voor andere populaire homecomputers van die tijd. In 2011 volgde een versie voor de iPad en de iPhone. 
De speler vliegt een Cybernoid. Dit vliegtuig is standaard uitgerust met raketten en een laser. Onderweg kunnen andere wapens opgepakt worden. Het spel is een arcadeachtig spel bedoeld voor één speler. Er kunnen verschillende moeilijkheidsgraden gekozen worden, te weten: makkelijk (easy), moeilijk (hard) en dodelijk (lethal). Als de speler te lang duurt om alle obstakels op het scherm te passeren gaat er een tijdbom af en is speler af. De speler begint het spel met negen levens en er kunnen meer verdiend worden door genoeg punten te halen.

## Platforms
| Jaar | Platform                                                |
| ---- | ------------------------------------------------------- |
| 1988 | Amiga, Amstrad CPC, Atari ST, Commodore 64, ZX Spectrum |
| 1989 | NES                                                     |
| 2008 | Wii Virtual Console                                     |
| 2011 | iPad, iPhone                                            |

## Ontvangst
| Beoordeeld door                       | Platform            | Datum            | Score |
| ------------------------------------- | ------------------- | ---------------- | ----- |
| Zzap!                                 | Commodore 64        | mei 1988         | 93%   |
| GamesCollection                       | Commodore 64        | 13 november 2007 | 90%   |
| Eurogamer.net (UK)                    | Wii Virtual Console | 30 juni 2008     | 80%   |
| Power Play                            | Amiga               | november 1988    | 78%   |
| ACE (Advanced Computer Entertainment) | Commodore 64        | juni 1988        | 77%   |
| Power Play                            | Atari ST            | november 1988    | 76%   |
| Happy Computer                        | Amstrad CPC         | juni 1988        | 76%   |
| Power Play                            | Amstrad CPC         | mei 1988         | 70%   |
| Nintendo Life                         | Wii Virtual Console | 26 juni 2008     | 60%   |
| IGN                                   | Wii Virtual Console | 11 november 2009 | 60%   |